# X Персея
X Персея (X Persei) — массивная рентгеновская двойная звезда в созвездии Персея, находящаяся на расстоянии около 950 пк от Солнца.
Оптический компонент X Персея относят к классу гигантов спектрального класса O или к звёздам главной последовательности спектрального класса B. Объект является быстро вращающейся Be-звездой, вероятно, окружённой диском из выброшенного вещества. По таким признакам можно отнести звезду к переменным типа Гаммы Кассиопеи; видимая звёздная величина меняется в пределах от 6 до 7. В 1989 и 1990 годах спектр звезды менялся от спектра Be-звезды до спектра обычной звезды спектрального класса B, при этом звезда ослабила блеск. Вероятно, данное явление было связано с исчезновением аккреционного диска. С того времени диск снова образовался и проявляет мощные эмиссионные линии.
X Персея обращается рядом с нейтронной звездой, отмеченной в каталоге рентгеновских объектов Uhuru как 4U 0352+309. Нейтронная звезда является пульсаром с необычно большим периодом 837 секунд.  Пульсар демонстрирует изменение периода пульсации, связанные с переносом вещества от более массивной звезды. Между 1973 и 1979 годами наблюдалось увеличение скорости вращения, связанное с мощной рентгеновской вспышкой и вероятным переносом массы. С тех пор в целом скорость вращения уменьшается, несмотря на ряд небольших рентгеновских вспышек.
Поскольку двойная система состоит из нейтронной звезды и OB-звезды с эмиссионными линиями, то её относят к классу Be/рентгеновских двойных звёзд.
У двойной системы существует оптический компаньон, разделённый расстоянием 22.5" и называемый в Каталоге компонентов двойных и кратных звёзд  X Персея B.